# Ricardo Elizondo Elizondo
 Ricardo Elizondo Elizondo (Monterrey, Nuevo León, 26 de enero de 1950 – ibídem, 24 de agosto de 2013) fue un escritor e historiador mexicano cuya obra trata principalmente la vida y la historia del noreste del país (Nuevo León, Tamaulipas) y la frontera en general. Se desempeñó como Director del Archivo General del Estado de Nuevo León así como Director de la Biblioteca Cervantina del Tecnológico de Monterrey donde fue catedrático. Además de su trabajo académico y literario, Elizondo fue miembro informante de la Academia Mexicana de la Lengua,  y miembro del Comité Mexicano para Memoria del Mundo  de la Unesco.
Biografía
El autor se inició a los 17 años como escritor, se recibió de economista en el Tecnológico de Monterrey en 1975 y luego estudió Historia en la Universidad Nacional Autónoma de México. Elizondo era oriundo de la ciudad de Monterrey, capital de Nuevo León, un estado mexicano fronterizo con Estados Unidos. Según la prensa mexicana, su fallecimiento en Nuevo León se debió a un cáncer que padecía hace dos años.
Su obra es un retrato de la vida en esta área limítrofe y se compone de novelas, relatos, dramaturgia y biografías.

## Obra narrativa
- Relatos de mar, desierto y muerte. Universidad de Veracruz, 1980; 2.ª ed. Consejo Nacional para la Cultura y las Artes, 1991; 3.ª ed. ITESM, 2007.
- Maurilia Maldonado y otras simplezas. Universidad de Veracruz, 1988.
- Setenta veces siete. Leega, 1987; 2.ª ed. Consejo Nacional para la Cultura y las Artes, 1994; 3.ª ed. ITESM, 2007.
- Narcedalia Piedrotas. Leega, 1993; 2.ª ed. Fondo de Cultura Económica, 2002.
- El indio muerto. Universidad Autónoma de Nuevo León, 2005.

## Estudios sobre fotografía
- Polvo de aquellos lodos. ITESM, 1997; 2.ª ed. Ediciones Castillo, 1999.
- Presas de un lente objetivo. Gobierno del Estado de Nuevo León, 2001.
- Lecumberri: Ángel y escorpión. Archivo General de la Nación, 2000.

## Obra de investigación e institucional
- Índice y Catálogo de la Sección "Límites, Mercedes y Fundaciones", del Archivo General del Estado de Nuevo León, 1577-1900. Gobierno del Estado de Nuevo León, 1977.
- Índice y Catálogo de la Sección "Eclesiásticos", del Archivo General del Estado de Nuevo León. Gobierno del Estado de Nuevo León, 1977.
- Índice del Periódico oficial de Nuevo León, 1826-1980. Gobierno del Estado de Nuevo León, 1977-79, cinco tomos.
- Índice y Catálogo de la Sección "Concluidos", del Archivo General del Estado de Nuevo León, 1758-1858. Gobierno del Estado de Nuevo León, 1978.
- Geografía de Nuevo León. Didáctica Editorial, 1981; 2.ª ed. EDIMSA, 1990.
- Noventa años en la vida de una ciudad. Ediciones Banamex, 1981.
- Los cuatro tiempos de un pueblo. Gobierno del Estado de Nuevo León, 1984.
- Compañía Cerillera La Central: Cien años. 1985.
- Fundación de pueblos. Gobierno del Estado de Nuevo León, 1986.
- Los sefarditas en Nuevo León. Archivo General del Estado de Nuevo León, 1987.
- Síntesis histórica y geográfica de Nuevo León. Publicaciones del PRI, 1988.
- Biografía de José Vasconcelos. Publicaciones del PRI, 1988.
- Biografía de Martín Luis Guzmán. Publicaciones del PRI, 1988.
- Telefónica Nacional, historia de cincuenta años. 1988.
- Biografía de Humberto Lobo Villarreal. Protexa, 1988.
- Ocurrencias de Don Quijote. ITESM, 1992; 2.ª ed. Fondo Editorial de Nuevo León, 2005.
- Memoria del Instituto Tecnológico y de Estudios Superiores de Monterrey: Cincuenta Aniversario. ITESM, 1993.
- La industria regiomontana, un mismo espíritu a través del tiempo. CAINTRA, 1994.
- Cicatrices de la luz. MARCO, 1996.
- Lexicón del noreste de México. Fondo de Cultura Económica, 1996.
- 50+5 Cincuenta más cinco. ITESM, 1997.
- Tecnológico de Monterrey. El campus fundacional: 1943-1973. ITESM, 2000.
- Geografía del territorio del Lago de Chapala. ITESM, 2003.
- Oasis verde. ITESM, 2006.
- Años de fuego. De los dieciocho a los veintidós. ITESM, 2007.
- Nuestro patrimonio/Testimonios. ITESM, 2008.

## Menciones y reconocimientos nacionales e internacionales
- Premio Nacional de Cuento, 1980.
- Britannica Book of the year, 1988. Encyclopaedia Britannica, Inc. Chicago, Auckland, Geneve, London, Manila, París, Rome, Seoul, Sídney, Tokyo, Toronto. 1989.
- Antología de la Narrativa Mexicana del XX. Christopher Domínguez Michel. Fondo de Cultura Económica. México D.F. 1991.
- Esta Narrativa Mexicana. Vicente F. Torres. Universidad Autónoma Metropolitana. México D.F. 1991.
- New Writing from Mexico. Edited by Reginald Gibbons. TriQuarterly Books. Northwestern University. 1992
- Diccionario de Literatura Española e Hispanoamericana. Dirigido por Ricardo Gullón. Alianza Editorial. Madrid, España. 1992.
- Diccionario de Escritores Mexicanos del XX. Universidad Nacional Autónoma de México. México D.F. 1992.
- La nueva novela histórica de la América Latina, 1979-1992. Seymour Menton. Fondo de Cultura Económica. México D.F. 1993.
- La palabra en juego: El nuevo cuento mexicano. Lauro Zavala. Universidad Autónoma del Estado de México. 1993.